# Оксид цирконію
Діокси́д цирко́нію (ZrO
2) або оксид цирконію(IV) — неорганічна сполука цирконію(IV) з киснем, біла кристалічна тверда речовина, хімічно стійка і тугоплавка (tпл 2715 °C). Природною формою є моноклінна кристалічна структура, що зустрічається у вигляді мінералу баделеїту. Цирконій з кубічною структурою (кубічний цирконій), стабілізований легувальною домішкою, синтезується в різних кольорах для використання як дорогоцінного каменю та імітатора алмазу, через що знайшов широке використання в ювелірній справі як синтетична імітація дорогоцінного каміння.

## Кристалічна структура
За нормальних умов діоксид цирконію кристалізується у моноклінній сингонії й просторовій групі P21/с (No.  14) з параметрами кристалу a = 513,8 мкм, b = 520,4 мкм, c = 531,3 мкм і β = 99,2°. Мінерал баделеїт, що зустрічається у магматичних породах, як домішку містить атоми гафнію, що заміщають атоми цирконію.
Діоксид цирконію також може мати кубічну або тетрагональну кристалічну структуру, але вони є нестабільними за кімнатної температури й існують при високих температурах: тетрагональна структура між 1173 °C і 2370 °C, кубічна структура між 2370 °C і точкою плавлення 2680 °C. Ці температури фазового переходу можуть змінюватись залежно від тиску і розмірів частинок.
| Кристалічна система | Моноклінна                                      | Тетрагональна               | Кубічна                                      |
| ------------------- | ----------------------------------------------- | --------------------------- | -------------------------------------------- |
| Просторова група    | P21c (No. 14)                                   | P42/nmc (No. 137)           | Fm{\displaystyle {\overline {3}}}m (No. 225) |
| Параметри кристалів | a = 513,8 мкм b = 520,4 мкм c = 531,3 β = 99,2° | a = 509,4 мкм c = 517,7 мкм | a = 512,4 мкм                                |
| Діапазон температур | до 1173 °C                                      | від 1173 до 2370 °C         | від 2370 до 2680 °C                          |
| Густина             | 5,85 г/см3                                      | 6,10 г/см3                  | 6,09 г/см3                                   |

Кубічна структура відповідає структурі флюориту, ґратка якого належить до гранецентрованого кубічного типу. Коли температура знижується, ця структура перетворюється спочатку на тетрагональну, а потім на моноклінну структуру.

## Сировина та обсяги виробництва
Сполуки цирконію можна знайти в приблизно двадцяти мінералах земної кори, більшість з яких не мають комерційного значення через низький вміст діоксиду цирконію або економічно не вигідні обсяги сировини. У таблиці наведено сім найважливіших мінералів цирконію та їхні властивості. З них циркон і баделеїт є найбільше комерційно значущими мінералами.
| Мінерал                | Хімічна формула                                                                   | Густина (г/см3) | Твердість (шкала Мооса) | Вміст ZrO 2 (%) |
| ---------------------- | --------------------------------------------------------------------------------- | --------------- | ----------------------- | --------------- |
| Циркон                 | ZrSiO 4                                                                           | 4,2-4,86        | 7,5                     | 63-67           |
| Баделеїт               | ZrO 2                                                                             | 5,5-6,0         | 6,5                     | 98-100          |
| Евдіаліт               | (NaCaFe) 6 Zr (OH,Cl) (SiO3) 6                                                    | 2,9-3,0         | 5-5,5                   | 1,2             |
| Кальдазит              | Суміш волокнистого бадделеїту, циркону, модифікованого циркону та інших мінералів | -               | -                       | 60-75           |
| Власовіт               | Na 2ZrSi 4O 11                                                                    | 2,97            | 6                       | 29              |
| Ґіттінзіт (Gittinsite) | CaZrSi 2O 7                                                                       | 3,6             | 3,5-4,0                 | 40,3            |
| Ціркеліт               | (CaFe)(ZrTiTh) 2O 5                                                               | 4,7             | 5,5                     | -               |

Поклади цирконію зосереджені у 13 країнах, переважно в Південній Африці, Австралії, Китаї та США. Україна також входить до цієї групи країн.
Існує два типи родовищ цирконію: первинні магматичні родовища, класифіковані за їх магматичним або вулканічним походженням і вторинні розсипні родовища (тобто важкомінеральні піски), що дають основну масу видобутку (до 97 % виробництва). В Україні такі родовища знаходяться у Дніпропетровські області.
В Україні у 1946 році вперше на теренах колишнього СРСР в рамках Маріупольського цирконового рудоуправління, створено виробництво діоксиду цирконію (технічної чистоти та чистий), — яке здійснювалося на Донецькому хіміко-металургійному заводі у промисловому масштабі до 1980 року. З 1953 року вироблявся також діоксид, очищений від гафнію, а з 1957 року — особливо чистий. Освоєння виробництва діоксиду цирконію різного ступеня чистоти дало поштовх для розвитку багатьох галузей вітчизняної промисловості — хімічної, металургійної, радіотехнічної та електронної, аерокосмічної, керамічної та скляної. Виробництво діоксиду цирконію, стабілізованого оксидами магнію та кальцію, освоєно на заводі у 1973 році.
Світові ресурси сировини для отримання діоксиду цирконію, що є потенційно цінними і мають розумні перспективи економічного видобутку, станом на 2014 рік оцінюються приблизно у 78 мільйонів метричних тон і знаходяться в основному в Австралії (65 %), Південній Африці (18 %) та Індії (4 %). Світове виробництво цирконієвих концентратів у 2016 році становило 1,33 млн тон (Австралія — 34 %, Південна Африка — 27 %, Китай 10,5 %, Індонезія — 8 %).

## Технології отримання
Діоксид цирконію отримують з циркону, мінералу що являє собою силікат цирконію (Zr
2SiO
4) з ізоморфною домішкою заміщення гафнію (1-4 %) а також La, Ce, Pr, Nd, Sm, Y, Nb, Ta, Th, U, або добувають з мінералу баделеїту, який в основному складається з діоксиду цирконію, забрудненого цирконом, кремнеземом й оксидами заліза, алюмінію та титану.
Існує багато різних методів отримання діоксиду цирконію з цирконових пісків шляхом хімічного розкладу. Ці методи, хоч і різняться між собою, але мають три спільних риси: усі вони передбачають розклад циркону хімічними, термічними або механічними способами; усі продукти, отримані при розкладі циркону, у подальшому обробляють методом диференціації за розчинністю; і всі вони передбачають ізоляцію сполук цирконію від залишкових домішок. До найважливіших методів можна віднести такі методи як:
1. Термічна дисоціація.
2. Розкладання сплавленням (з гідроксидом натрію, карбонатом натрію, оксидом кальцію і оксидом магнію, фторосилікатом калію або карбонатом кальцію).
3. Хлорування.
4. Процес карбідування.
5. Інші методи (сплавлення з сульфатом кальцію, механічна обробка діоксиду цирконію, гідротермальний розклад, аніонообмінний процес).

Діоксид цирконію з бадделеїту може добуватись такими методами:
1. Сульфатним методом.
2. Кристалізацією оксихлориду.
3. Осадженням діоксидом сірки або тіосульфатом натрію.
4. Осадженням у вигляді фосфату.
5. Очищенням у вигляді гідратованого сульфату.
6. Подвійною фторидною процедурою.
7. Термічним розкладанням лужних хлорцирконатів.
8. Сублімацією тетрафториду цирконію.
9. Механічним обробленням.
10. Натрій-метафосфатним методом.

## Модифікації діоксиду цирконію
Діоксид цирконію є найбільш комерційно важливим оксидом, утвореним цирконієм. Ця сполука може бути отримана хімічними методами з циркону або її природна форма добута з мінералу бадделеїту. Отримання стабільних керамічних виробів зі спеченого чистого діоксиду цирконію є ускладненим через значну зміну об'єму (близько 5 %), що супроводжує перехід від тетрагональної до моноклінної сингонії при охолодженні й супроводжується появою внутрішніх напружень та розтріскуванням матеріалу.
На доповнення до природного діоксиду цирконію, інші типи цієї сполуки були розроблені шляхом стабілізації матеріалу в одній із його фаз через додавання різних оксидів. Кожна фаза може мати різні властивості а, отже, представляти інтерес до використання матеріалу для різних призначень. До оксидів, що використовуються для стабілізації діоксиду цирконію, належать оксиди ітрію (Y
2O
3), церію (CeO
2), магнію (MgO) і кальцію (CaO). Таким способом можна утворювати полікристали діоксиду цирконію різних типів.

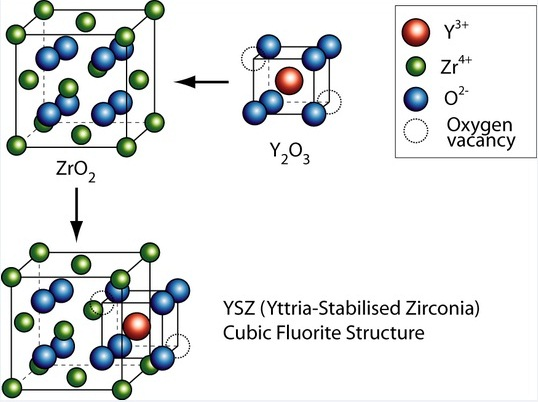
Структура кристалу діоксиду цирконію, стабілізованого оксидом ітрію (YSZ)

Стабілізація кубічної поліморфної форми діоксиду цирконію у найширшому діапазоні температур досягається заміщенням деяких іонів Zr4+ (іонний радіус 0,82 Å, який занадто малий для ідеальної решітки флюориту, характерної для кубічного діоксиду цирконію) у кристалічній решітці іонами трохи більшого розміру, наприклад, Y3+ (іонний радіус 0,96 Å) через додавання оксиду ітрію (Y
2O
3). Отримані леговані цирконієві матеріали називаються цирконіями, стабілізованими оксидом ітрію (Yttria-stabilized zirconia, YSZ).
Додавання стабілізуючих оксидів дозволяє отримувати багатофазовий матеріал, стабільний за кімнатної температури. Повністю стабілізований діоксид цирконію утворюється, коли до ZrO
2 додається понад 16 моль% CaO (7,9 мас.%), 16 моль% MgO (5,86 мас.%) або 8 моль% Y
2O
3 (13,75 мас.%), і він має кубічну форму. З додаванням менших кількостей стабілізуючих оксидів діоксид цирконію також може бути частково стабілізований у багатофазній формі, відомій як частково стабілізований діоксид цирконію (Partially Stabilised Zirconia, PSZ).
Відомі технічні назви і скорочення назв матеріалів на основі діоксиду цирконію, стабілізованого різними оксидами:

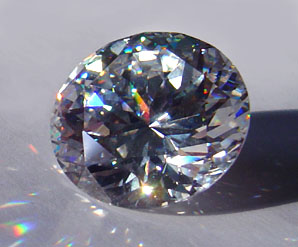
Фіаніт — кубічний оксид цирконію

- повністю стабілізований діоксид цирконію (FSZ — Fully Stabilised Zirconia), наприклад, 8YSZ (8 моль% оксиду ітрію) — модифікація діоксиду цирконію, що є повністю стабілізований і має високу температурну стабільність. Він забезпечує високу стійкість до термічного удару, вогнетривкість, міцність та корозійну стійкість. До групи FSZ можна віднести кубічний діоксид цирконію (CZ — Cubic Zirconia або фіаніт), де стабілізація кубічної ґратки досягається легуванням оксидами ітрію, кальцію та магнію;
- частково стабілізований діоксид цирконію (PSZ — Partially Stabilised Zirconia) — модифікація діоксиду цирконію, яка частково стабілізована оксидом ітрію. Як результат, PSZ має нижчу температурну стабільність порівняно з FSZ, але він має кращі механічні властивості, такі як вища в'язкість до руйнування та вища міцність на згин. Він не крихкий, як інша кераміка а також зносостійкий. А варіант, модифікований оксидом магнію позначається Mg-PSZ і знайшов застосування як сенсор у датчиках кисню в металургії)[10];
- тетрагональний діоксид цирконію[en] (TZP або TPZ — Tetragonal Zirconia Polycrystals / Tetragonal polycrystalline zirconia) — частково стабілізований діоксид цирконію, який існує в тетрагональній кристалічній структурі. Його часто називають тетрагональним полікристалом діоксиду цирконію. Варіант з легуванням з 3 % оксиду ітрію позначається як частково стабілізований 3Y-PSZ і завдяки повній тетрагональності демонструє найвищу міцність при кімнатній температурі та застосовується у біомедицині[11];
- оксид алюмінію, зміцнений оксидом цирконію[en] (ZTA — Zirconia Toughened Alumina) — композитний керамічний матеріал, виготовлений шляхом поєднання оксиду цирконію та глинозему (зерна діоксиду цирконію в матриці оксиду алюмінію). Додавання оксиду цирконію до оксиду алюмінію надає матеріалу високу міцність, роблячи його стійкішим до розтріскування та відколів. ZTA має високу твердість, високу зносостійкість і хорошу термічну стабільність, що робить його придатним для різноманітних промислових застосувань;
- трансформаційно зміцнений діоксид цирконію (TTZ — Transformation Toughened Zirconia) — це тип цирконієвої кераміки, який відомий своєю високою в'язкістю та міцністю. TTZ виготовляється шляхом перетворення тетрагональної кристалічної структури діоксиду цирконію в моноклінну кристалічну структуру за допомогою процесу, відомого як мартенситне перетворення. Ця трансформація робить матеріал стійкішим до розповсюдження тріщин, що забезпечує високу в'язкість і міцність. TTZ є основним представником групи трансформаційно зміцненої кераміки (TTC — Transformation Toughened Ceramics).

## Властивості
Діоксид цирконію проявляє амфотерні властивості, нерозчинний у воді і водних розчинів більшості кислот і лугів, проте розчиняється в плавиковій і в концентрованій сірчаній кислоті, розплавах лугів і склах.
Показник заломлення (2,15 — 2,25), тобто близький до алмазу (2,417 — 2,419), тому на око важко відрізнити фіаніт від алмазу.
Фізико-механічні властивості діоксиду цирконію деяких модифікацій подано у таблиці
| Властивість                                           | Y-TZP | Ce-TZP | ZTA  | Mg-PSZ | TZ-3Y20A |
| ----------------------------------------------------- | ----- | ------ | ---- | ------ | -------- |
| Густина (г/см3)                                       | 6,5   | 6,15   | 4,15 | 5,75   | -        |
| Твердість (HV30)                                      | 1350  | 900    | 1600 | 1020   | 1470     |
| Границя міцності при згині (МПа)                      | 1000  | 350    | 500  | 800    | 2400     |
| Границя міцності при стискуванні (МПа)                | 2000  | -      | -    | 2000   | -        |
| Модуль Юнга (ГПа)                                     | 205   | 215    | 380  | 205    | 260      |
| Коефіцієнт Пуассона                                   | 0,3   | -      | -    | 0,23   | -        |
| В'язкість руйнування (МПа·м0,5                        | 9,5   | 15…20  | 4…5  | 8…15   | 6        |
| Коефіцієнт теплового розширення при 20 °C (x10−6·C−1) | 10    | 8      | 8    | 10     | 9,4      |
| Коефіцієнт теплопровідності (Вт·м−1K−1)               | 2     | 2      | 23   | 1,8    | 3        |

## Використання
В промисловості діоксид цирконію використовується у виробництві цирконистих вогнетривів, керамік, емалей, скла.
Завдяки високим міцності та в'язкості руйнування, а також стійкості до зношування і корозії діоксид цирконію зазвичай використовується у виробництві високонапружених компонентів, таких як:
- прецизійні кульові крани (кульки та сідла);
- защільнювачі, клапани та робочі колеса насосів;
- втулки;
- ниткоспрямовувальні елементи у текстильній промисловості;
- підшипники;
- теплоізолятори;
- валки трубчасті та стрижневі;
- штампи, матриці екструдерів тощо.

Стабілізований діоксид цирконію широко використовується у виробництві абразивних матеріалів завдяки своїй твердості, міцності та густині. Звичайні цирконієві абразивні матеріали включають стабілізований ітрієм оксид цирконію (YSZ) і зміцнений оксид цирконію (ZTA). Типові цирконієві абразивні вироби такі як шліфувальні круги, наждачний папір, точильні камені тощо містять близько 25…40 % діоксиду цирконію.
Цирконій, модифікований ітрієм (YSZ), оксид алюмінію, зміцнений оксидом цирконію (ZTA), і оксид цирконію, зміцнений оксидом алюмінію (ATZ) використовуються для виготовлення різальних лез і вставок для різальних інструментів. Ключові характеристики, що роблять діоксид цирконію привабливим для цього застосування, такі:
- дрібнозерниста мікроструктура дозволяє відточувати дуже тонкі та міцні різальні кромки;
- поверхні з низьким коефіцієнтом тертя та низькою енергією мінімізують адгезію до різаних матеріалів;
- висока твердість і міцність забезпечують тривалий термін служби різальної кромки;
- висока твердість дозволяє різати тверді, абразивні та міцні матеріали;
- висока твердість і стійкість до корозії дозволяє використовувати агресивні очисні хімікати або абразиви, не пошкоджуючи інструмент.

Цирконій, стабілізований ітрієм (YSZ), знайшов застосування як радіочастотний нагрівальний елемент. Ці пристрої являють собою цирконієві керамічні трубки, які зазвичай використовуються в обладнанні для індукційного нагрівання, виготовлені за допомогою процесу плазмового розпилення. Його висока температура плавлення (>2300 °C) і стійкість до термічного удару роблять стабілізований ітрієм діоксид цирконію ідеальним матеріалом для цього застосування.
Іонну провідність діоксиду цирконію використовують у трьох видах технічних пристроїв:
- в датчиках кисню;
- в керамічних генераторах кисню;
- в твердооксидних паливних елементах.

На додаток до вже згаданих властивостей, вдосконалена цирконієва кераміка має чудову біосумісність, яка визначається ASTM як властива матеріалу здатність залишатися біологічно інертним щодо основи в його призначеному застосуванні. Діоксид цирконію витіснив оксид алюмінію у цій галузі завдяки вищій міцності та твердості, зносостійкості, стабільності, стійкості до подряпин і біосумісності з організмом людини. Крім того, протези на основі діоксиду цирконію конкурують з протезами метал-поліетилен або метал-метал, оскільки вони можуть значно зменшити кількість залишків зносу, що утворюються під час їх використання.
Стоматологічні матеріали крім естетичних характеристик також повинні бути біосумісними та забезпечувати стійкість і довговічність до середовища ротової порожнини. Властивості сполук цирконію дозволяють використовувати його в зубних імплантатах, які демонструють менше утворення біоплівки, а також у облицюванні зубів. Цирконієва кераміка використовується не лише для покриття поверхні зубів, а й при частковому протезуванні або для реконструкцій зубів. Титан/цирконієві сплави використовувалися як імплантати в молярній області нижньої щелепи, і після одного року роботи вони показали результати, близькі до імплантатів з чистого титану. Досягнення в техніці формування цирконієвої кераміки, також підтвердили велику перспективу застосування у стоматології з комп'ютерним проектуванням і виготовленням незнімних зубних протезів.